# Municipio de New Sewickley
El municipio de New Sewickley (en inglés: New Sewickley Township) es un municipio ubicado en el condado de Beaver en el estado estadounidense de Pensilvania. En el año 2000 tenía una población de 7.076 habitantes y una densidad poblacional de 83.6 personas por km².

## Geografía
El municipio de New Sewickley se encuentra ubicado en las coordenadas 40°43′20″N 80°13′46″O / 40.72222, -80.22944.

## Demografía
Según la Oficina del Censo en 2000 los ingresos medios por hogar en la localidad eran de $42,614 y los ingresos medios por familia eran $47,381. Los hombres tenían unos ingresos medios de $36,206 frente a los $21,732 para las mujeres. La renta per cápita para la localidad era de $18,147. Alrededor del 6,8% de la población estaban por debajo del umbral de pobreza.